# Pardosa maisa
Pardosa maisa este o specie de păianjeni din genul Pardosa, familia Lycosidae, descrisă de Heikki Hippa și Mannila în anul 1982. Conform Catalogue of Life specia Pardosa maisa nu are subspecii cunoscute.